# Cantone di Saint-Laurent-de-Neste
Il Cantone di Saint-Laurent-de-Neste era una divisione amministrativa dell'arrondissement di Bagnères-de-Bigorre.
A seguito della riforma approvata con decreto del 25 febbraio 2014, che ha avuto attuazione dopo le elezioni dipartimentali del 2015, è stato soppresso.

## Composizione
Comprendeva i comuni di:
- Anères
- Aventignan
- Bize
- Bizous
- Cantaous
- Générest
- Hautaget
- Lombrès
- Mazères-de-Neste
- Montégut
- Montsérié
- Nestier
- Nistos
- Saint-Laurent-de-Neste
- Saint-Paul
- Seich
- Tibiran-Jaunac
- Tuzaguet